# Grubentuch

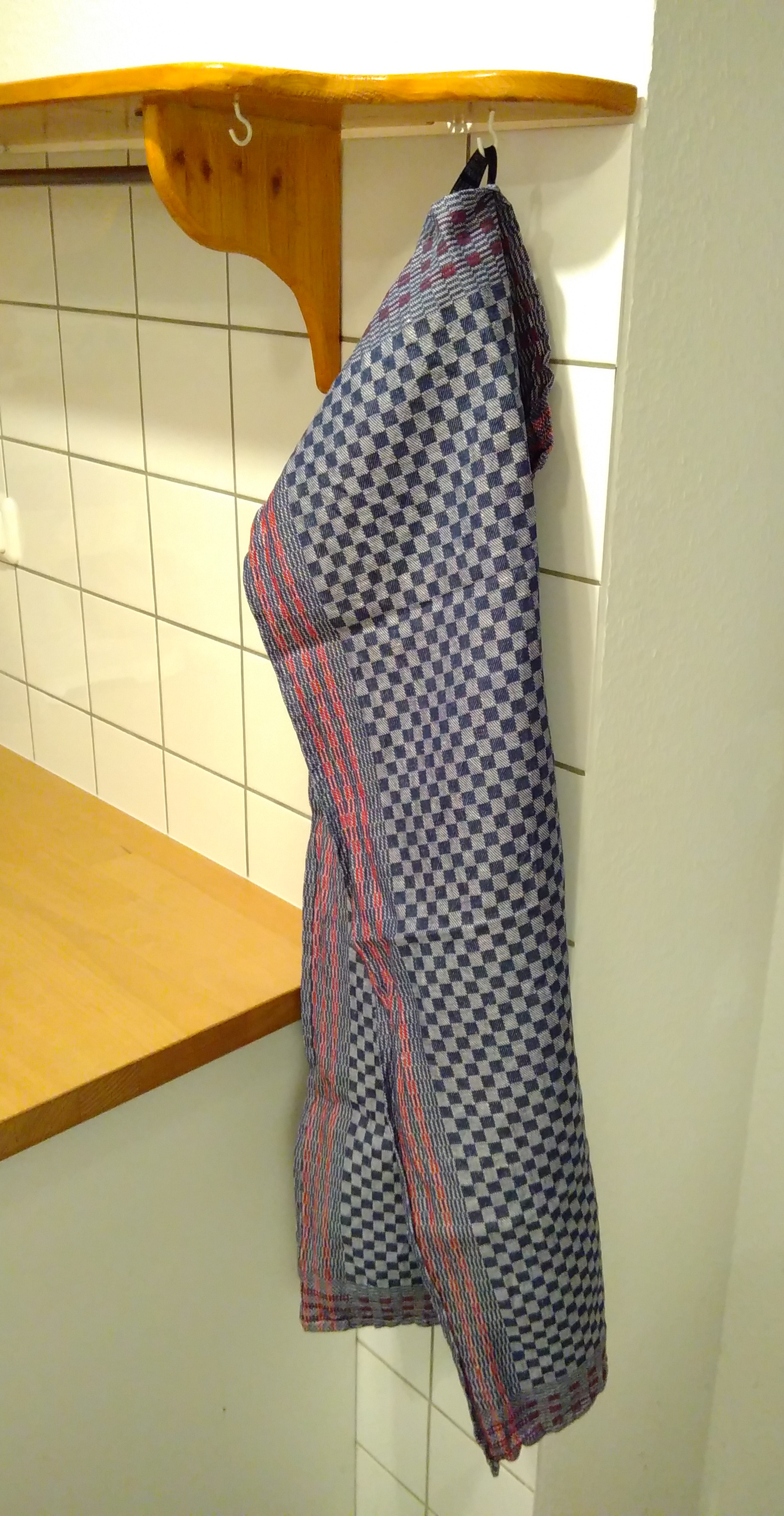
Grubentuch

Das Grubentuch ist ein griffiges Tuch aus Baumwolle oder Halbleinen. Es wird in der Einheitsgröße von 50 cm × 100 cm hergestellt und hat ein Gewicht von 200 g bis 400 g. Charakteristisch ist ein markantes blau/graues oder schwarz/graues Karomuster. Die starke Musterung bewirkt, dass Verschmutzungen nicht so schnell sichtbar werden. 
Grubentuch aus Halbleinen, das hälftig aus Baumwolle und aus Leinen besteht, ist besonders robust und nimmt sehr gut Feuchtigkeit auf. 

## Historie
Die Bezeichnung Grubentuch stammt aus den Zechen des Ruhrgebietes. Die Bergleute nutzten die Tücher auf vielfältige Art und Weise. Sie wickelten ihre Mahlzeiten zum Schutz darin ein, da die hohe Webdichte der Tücher verhinderte, dass Kohlestaub hindurchdringen konnte. Zum anderen wischten sie sich damit Schweiß und Kohlestaub aus dem Gesicht. Schließlich trockneten sich die Kumpels nach Schichtende damit ab. Daher war die Farbe ursprünglich schwarz/grau, damit der auch durch Waschen nicht mehr restlos zu entfernende Kohlenstaub nicht sichtbar war.

## Heutige Verwendung
Aufgrund seiner Eigenschaften wird das Grubentuch im Hotel- und Gastronomiegewerbe als Allzwecktuch speziell im Küchenbereich benutzt. Es findet nicht nur als Geschirrtuch zum Abtrocknen Verwendung, sondern als Handtuch, Trockentuch, Kochschürze. Zusammengefaltet kann es als Topflappen zum Anfassen heißer Töpfe und Pfannen dienen.